# Exacum paucisquamum
Exacum paucisquamum là một loài thực vật có hoa trong họ Long đởm. Loài này được (C.B.Clarke) Klack. mô tả khoa học đầu tiên năm 2006.